# 대구수성우체국
대구수성우체국은 대구광역시 수성구 소재의 경북지방우정청 관할의 우체국이다. 청사는 대구광역시 수성구 달구벌대로 2320 에 위치하고 있다.

## 연혁
- 1990년 1월 3일: 경북지방체신청 업무국 영업과 창구업무 개시
- 1990년 2월 4일: 집배업무 개시
- 1997년 8월 1일: 대구수성우체국(5급) 개국
- 1998년 10월 7일: 편제개편(4급) 개국
- 2014년 1월 1일: 우편구역을 다음과 같이 고시[1]

| 배달국         | 배달구역                          | 구역번호                    |
| -------------- | --------------------------------- | --------------------------- |
| 대구수성우체국 | 수성구 전지역 ※달성군 가창면 포함 | 42000 ~ 42288 42932 ~ 42940 |

- 2015년 1월 1일: 관할 대구수성1가우체국이 우체국 합리화 대상국으로 지정되어 폐국[2]
- 2017년 6월 26일: 대구범어3동우체국을 수성구 동대구로77길 42에서 수성구 동대구로 401 로 이전[3]
- 2017년 10월 30일: 대구만촌2동우편취급국 폐국[4]
- 2017년 10월 31일: 수성대학교우편취급국 우편환 발행 및 지급, 우편대체 납입 및 지급, 제세공과금 수납 업무 종료[5]
- 2021년 1월 23일 : 대구파동우체국을 수성구 파동로 49에서 수성구 파동로 59 로 이전[6]
- 2021년 3월 1일 : 우편구역을 다음과 같이 고시[7]

| 배달국         | 배달구역                     | 구역번호                    |
| -------------- | ---------------------------- | --------------------------- |
| 대구수성우체국 | 수성구 전지역, 달성군 가창면 | 42000 ~ 42288 42932 ~ 42940 |

- 2021년 7월 1일 : 제96군사우편출장소, 제134군사우편출장소 창구 운영시간 변경[8]

## 관할 우체국
| 우체국명               | 사진 | 주소                                                     | 비고                               |
| ---------------------- | ---- | -------------------------------------------------------- | ---------------------------------- |
| 대구가창우체국         |      | 대구광역시 달성군 가창면 가창로216길 1                   |                                    |
| 대구고산우체국         |      | 대구광역시 수성구 달구벌대로 3070(시지동)                |                                    |
| 대구대동우편취급국     |      | 대구광역시 수성구 범어로 76(범어동)                      |                                    |
| 대구만촌1동우체국      |      | 대구광역시 수성구 국채보상로 1075(만촌동)                |                                    |
| 대구만촌2동우편취급국  |      | 대구광역시 수성구 달구벌대로 2611(만촌2동)               | 2017년 10월 30일 폐국              |
| 대구범물동우체국       |      | 대구광역시 수성구 범안로16길 6(범물동)                   |                                    |
| 대구범어2동우체국      |      | 대구광역시 수성구 달구벌대로 2465(범어동)                |                                    |
| 대구범어3동우체국      |      | 대구광역시 수성구 동대구로 401(범어동)                   | 2017년 6월 26일 이전               |
| 대구범어우방우편취급국 |      | 대구광역시 수성구 동대구로 222(범어동)                   |                                    |
| 대구법원우체국         |      | 대구광역시 수성구 동대구로 364(범어동)                   |                                    |
| 대구삼남우편취급국     |      | 대구광역시 수성구 무학로33길 1(지산동)                   |                                    |
| 대구상동우체국         |      | 대구광역시 수성구 수성로 82(상동)                        |                                    |
| 대구수성1가우체국      |      | 대구광역시 수성구 달구벌대로 2272                        | 2015년 1월 1일 폐국                |
| 대구신매동우체국       |      | 대구광역시 수성구 달구벌대로 3182(신매동)                |                                    |
| 대구중동우체국         |      | 대구광역시 수성구 들안로 137(중동)                       |                                    |
| 대구지산동우체국       |      | 대구광역시 수성구 지범로 149(지산동)                     |                                    |
| 대구파동우체국         |      | 대구광역시 수성구 파동로 59(파동)                        | 2021년 1월 23일 파동로 49에서 이전 |
| 대구황금동우체국       |      | 대구광역시 수성구 청수로 243(황금동)                     |                                    |
| 수성대학교우편취급국   |      | 대구광역시 수성구 달구벌대로528길 15(만촌동, 수성대학교) |                                    |